# Bombas de fósforo

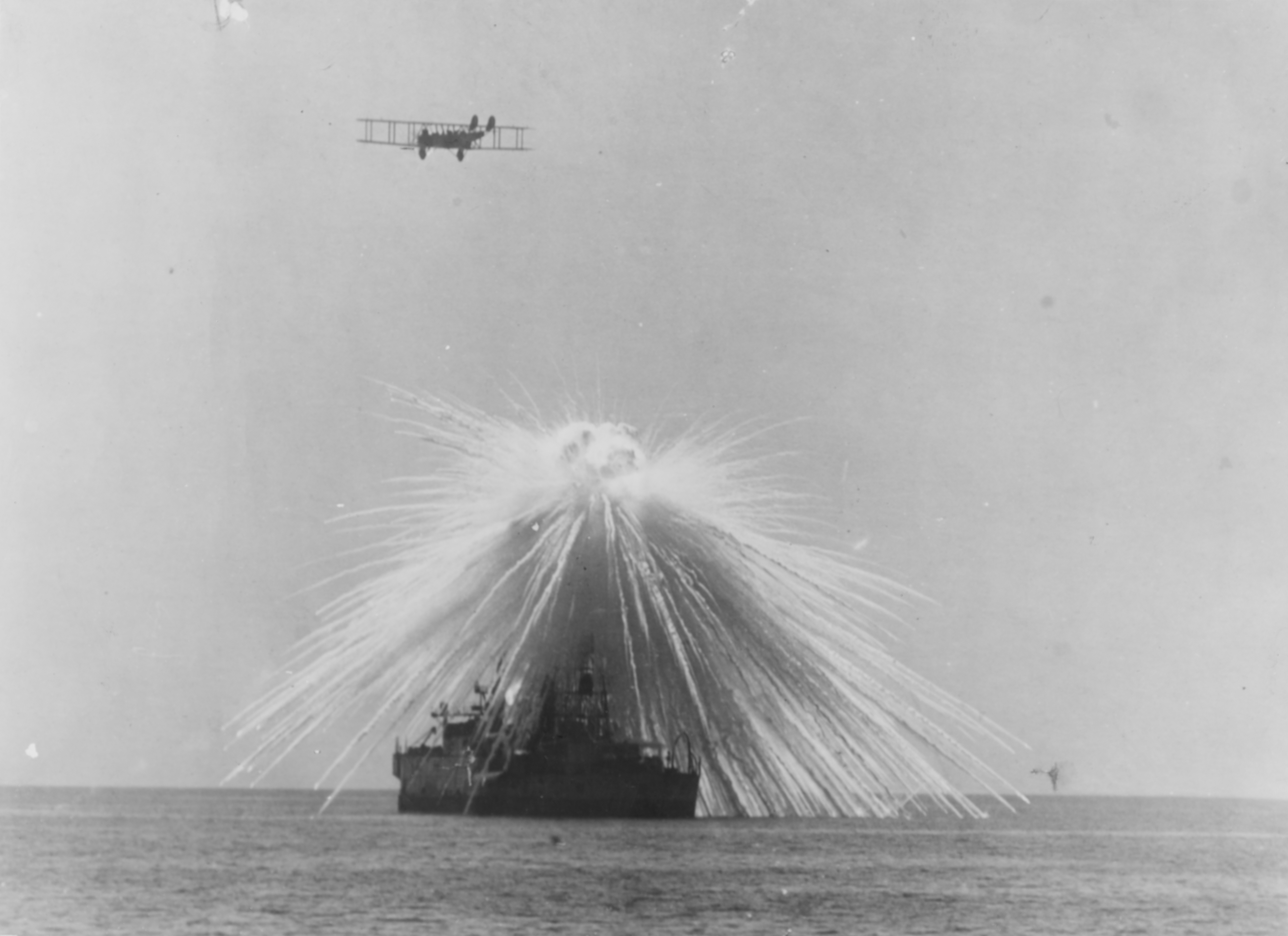
El USS Alabama es alcanzado por una bomba de fósforo durante una prueba, que se realizó en septiembre de 1921 por el general Billy Mitchell.

Una bomba de fósforo contiene una mezcla de fósforo blanco y caucho. Se usa como bomba incendiaria y de humo.
El fósforo blanco también es referido como "WP" (acrónimo del inglés white phosphorus) y, por extensión, la denominación de "armas/municiones WP" para aquellas que utilicen el fósforo blanco como elemento compositivo. De esta denominación se derivan los términos en jerga Willie Pete y Willie Peter.

## Funcionamiento
El fósforo blanco es la modificación más reactiva del fósforo. Se enciende por simple contacto con el oxígeno atmosférico (pirofórico), que arde a 1300 grados centígrados. Produce abundante humo blanco (pentóxido de fósforo), perjudicial para la salud, sobre todo si se inhala en grandes cantidades. Aunque el fósforo se puede extinguir solo con agua, luego vuelve a prender al terminar de secarse; por ello se debería emplear arena para sofocar la llama.
Otros métodos de uso del fósforo blanco son las placas y los botes incendiarios. Las placas incendiarias consistían en tarjetas de celuloide perforadas, dos tarjetas pegadas una encima de la otra con una gasa entre ellas con fósforo blanco humedecido. Las placas de fuego se arrojaban húmedas y se encendían después de secarse. Estas se utilizaron para destruir las cosechas de granos. En cuanto a los botes de fuego, estos contenían fósforo blanco disuelto en el disulfuro de carbono (CS2).

## Efectos en el ser humano
Además de las quemaduras y las heridas de difícil cicatrización provocadas por el contacto con la piel, incluso en pequeñas cantidades, el fósforo blanco y sus vapores son altamente tóxicos. Para un adulto, si entra en contacto de forma directa, 50mg ya serían suficientes para causar su muerte, que ocurre después de 5 a 10 días. El efecto tóxico se basa en una interrupción en la síntesis de proteínas y carbohidratos. Sin embargo, el peligro es menor si la absorción es dérmica (a través de la piel).
Una persona que ha estado en contacto con el fósforo intentará mitigar los puntos ardientes. Sin embargo, dado que el fósforo de las bombas incendiarias se mezcla con gelatina de caucho, la masa viscosa se pega a la piel que aún no se ha quemado y se distribuye aún más. El fósforo blanco suele producir quemaduras de tercer grado, que pueden llegar a los huesos. Como estos suelen tener una superficie extensa, las víctimas mueren lentamente a causa de las graves quemaduras, o bien por inhalar el humo tóxico (causante, de esa manera, de quemaduras en las vías respiratorias).

## Derecho internacional
El uso de armas incendiarias contra civiles, o aquellas que pueden producir fácilmente los llamados “daños colaterales”, están prohibidas de acuerdo con la prohibición de ataques indiscriminados en los Protocolos Adicionales de 1977 a los Convenios de Ginebra de 1949. Sin embargo, en términos generales, se pueden seguir utilizando.
Israel y los Estados Unidos, por ejemplo, no han firmado este protocolo en cuestión y ambos países han utilizado estas bombas durante encuentros bélicos. El uso de bombas de fósforo por parte de los estadounidenses ocurrió durante la Guerra de Irak. Israel lanzó bombas de fósforo en la guerra del Líbano de 2006 y en enero de 2009 durante la Operación Plomo Fundido en la Franja de Gaza, según su propia declaración, ``con el objetivo de crear humo´´.
Por el momento, aún se discute si las bombas de fósforo deben clasificarse no solo como armas incendiarias, sino también como armas químicas, debido a su toxicidad. Si fuera así, su uso violaría la Convención sobre Armas Químicas.
Otros críticos ven las bombas de fósforo como una violación del artículo 36 del Protocolo No. 1, que prohíbe "armas, proyectiles y material, al igual que métodos de guerra" si son "susceptibles de causar daños superfluos o sufrimientos innecesarios" o "están destinados a causar un daño generalizado, prolongado y grave al medio ambiente".

## Historia del uso en diferentes guerras

### Bombas de fósforo de la Segunda Guerra Mundial

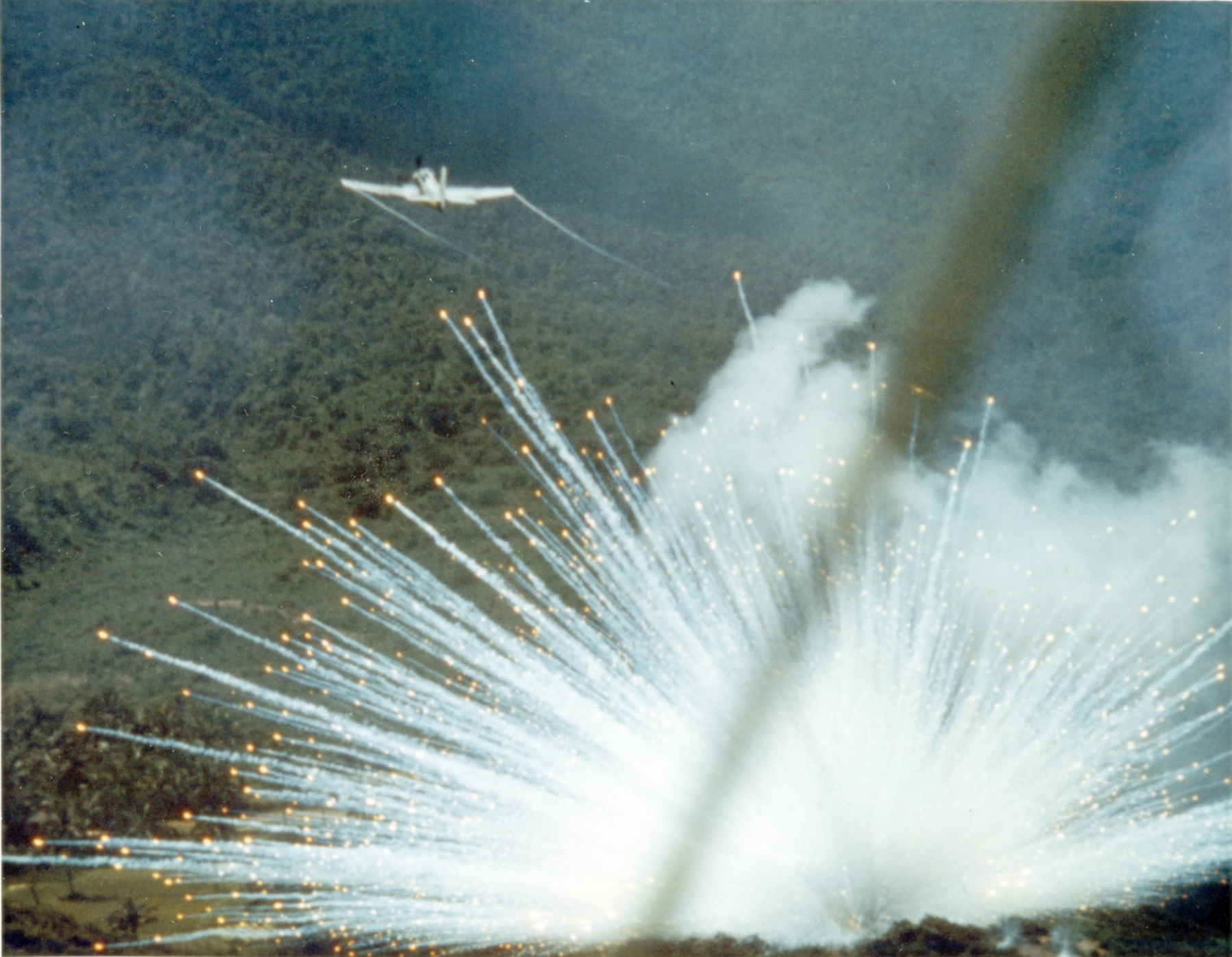
Misión de un AN-M47 - Bomba de fósforo en 1966 durante la Guerra de Vietnam

El efecto incendiario y nebulizador del fósforo blanco se descubrió y fue implementado en armas durante la Primera Guerra Mundial, pero el fósforo blanco no se utilizó a gran escala en bombas incendiarias hasta la Segunda Guerra Mundial. Tanto las bombas incendiarias alemanas (p. ej. las bombas incendiarias C 50 A y C 250 A) así como en las bombas incendiarias británicas (debido al Area Bombing Directive) utilizaron fósforo. En el INC 30 británico se utilizó una pequeña cantidad de fósforo como elemento de autoignición para prender la masa incendiaria real. La bomba de humo británica Bomb Smoke 100 lb (llamado "bote de fósforo" por la población civil, pero también por la propaganda nazi debido a su forma), se utilizó como bomba incendiaria durante el bombardeo de ciudades alemanas, cuya masa de solución de fósforo cumplió sus 40 kg y se utilizó como masa incendiaria. Las Fuerzas Aéreas del Ejército de los Estados Unidos desplegaron principalmente las bombas de fósforo AN-M47, que pesaban aproximadamente 45 kg.
Actualmente, las fallas de tales bombas incendiarias siguen siendo un peligro, ya que el fósforo se enciende automáticamente cuando se expone al aire y puede, por ejemplo, hacer que explote la carga de eyección. Cuando las bombas de fósforo se lanzan incorrectamente al agua, el fósforo a menudo se libera, pero no se enciende bajo el agua. Solo puede encenderse cuando llega a la superficie, por ejemplo, como sedimentos en la playa. Esto lleva a un problema particular en el mar Báltico: debido a su apariencia, el fósforo a menudo se confunde con el ámbar. Durante la Segunda Guerra Mundial, el Centro de Investigación del Ejército de Peenemünde en el norte de la isla de Usedom fue bombardeado varias veces. A día de hoy, los restos de estas bombas de fósforo siguen provocando graves quemaduras, sobre todo en las zonas playeras de Karlshagen, Trassenheide y Zinnowitz, cuando el supuesto ámbar se enciende tras secarse, dado que la ropa del que lo este buscando puede prender fuego. Por lo tanto, se recomienda recoger estos hallazgos solo con pinzas y no transportarlos cerca del cuerpo, sino en un vaso con tapa de rosca.
En marzo de 2017, debido a la limpieza de un depósito de municiones de la Segunda Guerra Mundial con alrededor de 10 toneladas de artillería, incluidas municiones de fósforo, alrededor de 200 personas en el distrito de Freimann en Múnich fueron evacuadas.

### Uso de proyectiles de fósforo por parte de los EE. UU. en la guerra de Irak
Hoy en día, el fósforo blanco se usa como material incendiario y en granadas de humo porque se puede usar para crear rápidamente grandes cortinas de humo. En noviembre de 2005, el canal de televisión italiano RaiNews24 reveló, mediante la emisión de un reportaje documental (Faluya: La Masacre Escondida), que EE. UU. utilizó armas de fósforo en la segunda guerra de Irak. Por ejemplo, en Faluya, durante la Operación Phantom Fury, los insurgentes fueron primero expulsados de posiciones protegidas con proyectiles de fósforo para luego poder combatirlos con otras armas. Según la Rai, las fuerzas estadounidenses también utilizaron un tipo de napalm y fósforo blanco contra civiles en Fallujah. Los autores citaron declaraciones o testimonios de soldados estadounidenses que describieron escenas de numerosos civiles quemados por proyectiles de fósforo. Esto fue negado por el Departamento de Estado de los Estados Unidos e inicialmente, el ejército de los Estados Unidos negó el uso de este tipo de bombas, pero luego lo admitió. Un soldado informó que tuvo que deshacerse de los cuerpos de las víctimas de las armas de fósforo. Los Estados Unidos no han firmado los protocolos adicionales de 1977 a los convenios de Ginebra de 1949 que prohíben los ataques indiscriminados. Justifican el uso del fósforo blanco diciendo que no se usa como arma química por su toxicidad, sino como agente incendiario de un arma convencional.

### Uso de bombas de fósforo por parte de Israel

#### Guerra del Líbano en 2006
Como ahora se ha confirmado oficialmente, las fuerzas armadas israelíes utilizaron bombas de fósforo contra Hezbolá en la guerra del Líbano de 2006. Basándose en el patrón de lesiones, los médicos en el Líbano sospecharon inicialmente el uso de bombas de fósforo. Sin embargo, el análisis de partículas de las heridas reveló una mezcla de tungsteno-cobre-aluminio, lo que sugiere el uso de bombas DIME (Dense Inert Metal Explosive). El patrón de lesiones es similar al de las bombas de fósforo, pero también hay un fuerte efecto de impulso dirigido.

#### Operación Plomo Fundido 2009
También se utilizaron bombas de fósforo durante la Operación Plomo Fundido en la Franja de Gaza. El ejército israelí tenía previsto, el 1 de enero de 2009, atacar la sede de la Agencia de Naciones Unidas para los Refugiados de Palestina en Oriente Próximo (UNRWA) y una escuela de las Naciones Unidas en el campo de refugiados de al-Shati con proyectiles de fósforo. También se destruyeron varias miles de toneladas de alimentos y medicamentos. Además, se conocieron informes de muchos heridos por bombas de fósforo. Unos días después, Israel confirmó el uso de bombas de fósforo en Gaza.

### Guerras civiles en Siria e Irak
Según relatos de testigos oculares, se utilizaron bombas de fósforo en Raqqa durante los ataques aéreos rusos del 13 de noviembre de 2015. Según la evaluación de las grabaciones de video, Human Rights Watch también supone que el ejército iraquí también usó bombas de fósforo cuando liberó Mosul en el verano de 2017.

#### Ofensiva militar turca en el norte de Siria en 2019
Según varias fuentes, las fuerzas armadas turcas han utilizado bombas de fósforo contra las FDS en la región kurda autónoma de Rojava, en el norte de Siria.

### Guerra ruso-ucraniana (2014-actualidad)
La comisionada de derechos humanos de Ucrania, Lyudmyla Denisova, acusó a Rusia en marzo de 2022 por haber utilizado en el pueblo de Popasna (Luhansk) munición de fósforo prohibida en un ataque. Según el alcalde de Irpin, Oleksandr Markushyn, el 23 de marzo, las fuerzas armadas rusas utilizaron bombas de fósforo en Irpin y Hostomel (Kiev). El 24 de marzo, el gobernador de Lugansk acusó a las fuerzas rusas de lanzar bombas de fósforo sobre Rubizhne.

## Enlaces web
- Globalsecurity.org – Armas WP (inglés)